# Дворец молодёжи (Варшава)

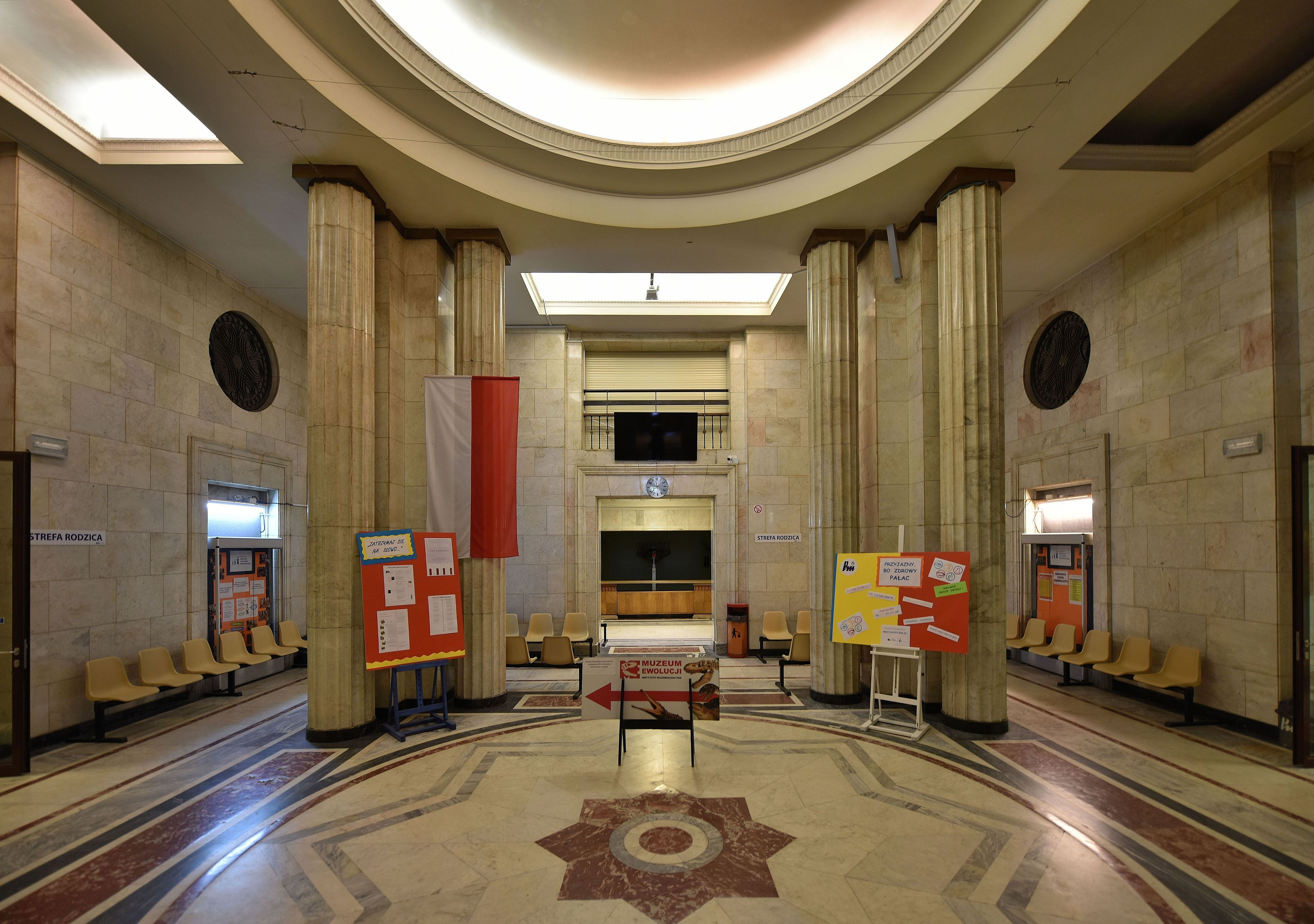
Холл Дворца Молодежи

Дворец молодёжи в Варшаве — учреждение внеклассного воспитания, расположенное на площади Парадов, 1 во Дворце культуры и науки в Варшаве.

## История
Дворец молодежи в Варшаве как объект внешкольного воспитания начал свою работу 5 апреля 1955 года. Изначально принимали только детей, отличившихся хорошими результатами в учёбе и примерным поведением, однако, с течением времени эта формула была изменена, и начали принимать детей, которые хотят развивать свои интересы, при этом средняя оценка не была определяющей. Были созданы также органы местного самоуправления в отдельных лабораториях и отделах.
В 1958 году введено 3 значка Дворца молодежи: бронзовая, серебряная и золотая.
В 2000 году Дворец выпустил около 5000 девочек и мальчиков в возрасте от 6 до 19 лет, тренеров-педагогов, 89 других работников, а также многочисленные группы бывших воспитанников. К этому времени в мероприятиях Дворца Молодежи приняли участие около 270 000 детей и подростков.
Ежегодно проходят во время каникул лагеря в филиале Дворца в Печарках на берегу озера Даргин на территории Муниципалитета Позездже.

## Руководство
- Директор Дворца молодежи: Урсула Ваковка
- Заместитель директора: Андрей Ян Вырозембски
- Заместитель директора по учебной работе: Анна Богданска
- Заместитель директора по учебной работе: Марлета Вырзиковска-Томчак

## Филиал Варшавского Дворца Молодежи в Печарках
Филиал был создан в 1961 году как учреждение для участников мероприятий Дворца. Занимает площадь в 22 гектара, на которой расположен ряд курортов, которые используют во время занятий туристы.

## Значки
В 1958 году было введено трехочковое различие для участников:
- Бронзовый знак (1 эффективность)
- Серебряный значок (2 дополнительных навыка)
- Золотой знак (2 дополнительных навыка)

Концепция значка была разработана и внедрена тогдашним директором Дворца молодежи Ежи Береком.
Знак Почетного Дворца Молодежи также вручается людям, которые внесли свой вклад в развитие Дворца, или работникам, которые не могут получить его по состоянию здоровья. Кандидат должен получить пять навыков из шести возможных:
- навыки плавания
- стрельба
- бальные танцы
- информатика
- парусный спорт
- знание иностранного языка

Эффективность должна быть достигнута во время занятий во Дворце молодежи, но разрешено вывозить их за пределы Дворца, тогда кандидат должен подтвердить их соответствующим документом.